# 7-ма бригада УГА
Сьома бригада УГА — підрозділ Української галицької армії. До кінця квітня 1919 року мала назву 7-ї Стрийської бригади і входила до Третього Корпусу УГА; від 1 травня 1919 — 7-ї Львівської бригади. Командант — Альфред Бізанц.

## Відомості

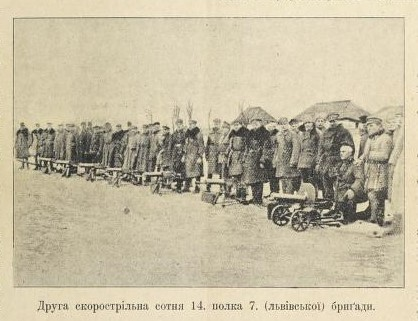
2-га скорострільна сотня 14-го полку 7-ї бригади УГА

Створена в січні 1919 року з групи «Південь II». Весною 1919 року обороняла відступ 2-го корпусу поблизу Любеня. Разом із 3-ю Бережанською бригадою прорвала польські укріплення під час Чортківської офензиви, 18 липня взяли гору Лисоню.
Під час Визвольних змагань на початку серпня 1919 року спільно з повстанцями полковника Висоцького зайняла Летичів, Деражню. Наприкінці квітня 1920 роззброєна поляками.

### Вояки бригади
- Колтунюк Мирослав — четар артилерист
- Микола Урбанович — командант сотні 1-го куреня,
- Ярослав Гинилевич — бригадний медик,
- Ярослав Пастернак — археолог.
- Тибінка Василь — поручник